# Hubert Saint-Macary
Pour les articles homonymes, voir Saint-Macary et Macary.
Hubert Saint-Macary est un acteur français né le 18 mai 1949 à Orléans (Loiret).

## Biographie

### Famille
Il est le frère de l'acteur Xavier Saint-Macary (1948-1988) et de la monteuse Anne Saint-Macary. Il est le fils du lieutenant Saint-Macary, pilote de la Patrouille de France. Devenu colonel, son père a commandé la Base aérienne 139 de Lahr (Forêt-Noire) où Hubert et Xavier ont fréquenté le collège français entre 1960 et 1964.

### Carrière
Il débute au théâtre au milieu des années 1970, principalement dans la troupe du metteur en scène Daniel Benoin, Directeur de la Comédie de Saint-Étienne. Il joue sur scène Shakespeare ou Ionesco. En 1984, il est de l'aventure Great Britain (d'après Edouard II de Christopher Marlowe), projet théâtral de Jean-Hugues Anglade. 
À partir des années 1990, il devient un second rôle demandé au cinéma et à la télévision. Acteur régulier pour son ami Gérard Jugnot, il se retrouve également devant la caméra de Régis Wargnier, de Claude Berri, de Claude Chabrol ou celle de Laurent Heynemann. 
Il apparaît dans de nombreuses séries télévisées avant de devenir acteur récurrent dans Hero Corp, la série de Simon Astier de 2008 à 2017.

## Théâtre
- 1975 : Woyseck de Büchner, mise en scène Daniel Benoin
- 1975 : Le Misanthrope de Molière, mise en scène Jean-Pierre Dougnac
- 1976 : Le Roi Lear de Shakespeare, mise en scène Daniel Benoin
- 1977 : George Dandin de Molière, mise en scène Daniel Benoin
- 1977 : La cantatrice chauve de Ionesco, mise en scène Daniel Benoin
- 1978 : Hamlet de Shakespeare, mise en scène Daniel Benoin
- 1979 : Cache ta joie de Jean-Patrick Manchette, mise en scène Daniel Benoin, Comédie de Saint-Étienne, Théâtre de Paris
- 1984 : Great Britain de Christopher Marlowe, mise en scène Jean-Hugues Anglade
- 1986 : Madame de Sade de Yukio Mishima, mise en scène Sophie Loucachevsky, Théâtre national de Chaillot, Théâtre national de Strasbourg, Théâtre de l'Athénée-Louis-Jouvet
- 1987 : Le prince et le marchand de Dostoievsky, mise en scène Elisabeth Marie
- 1988 : La mort de Judas de Paul Claudel, mise en scène Sophie Loucachevsky
- 1990 : Conversations d'idiots de Dominique Ducos, mise en scène Walter Le Moli, Festival d'Avignon
- 2004 : Un simple froncement de sourcil de et mise en scène Ged Marlon, théâtre Montparnasse
- 2006-2007 : Une visite inopportune de Copi, mise en scène Laurent Pelly, théâtre de l'Ouest parisien, Maison des arts et de la culture de Créteil puis MC2
- 2010 : Audition de Jean-Claude Carrière, mise en scène Bernard Murat, théâtre Édouard VII
- 2012 : Roman d'un trader de Jean-Louis Bauer, mise en scène Daniel Benoin, tournée

## Filmographie

### Cinéma
- 1981 : Un étrange voyage d'Alain Cavalier
- 1982 : Tout feu, tout flamme de Jean-Paul Rappeneau
- 1983 : Debout les crabes, la mer monte ! de Jean-Jacques Grand-Jouan
- 1983 : Signes extérieurs de richesse de Jacques Monnet
- 1983 : Stella de Laurent Heynemann
- 1984 : La Diagonale du fou de Richard Dembo
- 1984 : Ôte-toi de mon soleil de Marc Jolivet
- 1985 : La Femme secrète de Sébastien Grall
- 1986 : Didi auf vollen Touren de Wigbert Wicker
- 1989 : Milou en mai de Louis Malle
- 1990 : Mr. and Mrs. Bridge de James Ivory
- 1991 : Lune froide de Patrick Bouchitey
- 1991 : Indochine de Régis Wargnier
- 1993 : L'Instinct de l'ange de Richard Dembo
- 1994 : Montparnasse-Pondichéry d'Yves Robert
- 1994 : Casque bleu de Gérard Jugnot
- 1995 : Les Milles : le Train de la liberté de Sébastien Grall
- 1995 : Le Journal du séducteur, de Danièle Dubroux
- 1995 : Une femme française de Régis Wargnier
- 1996 : Fallait pas !… de Gérard Jugnot
- 1996 : Le Propriétaire d'Ismail Merchant
- 1996 : Lucie Aubrac de Claude Berri
- 1997 : Généalogies d'un crime de Raoul Ruiz
- 1998 : Disparus de Gilles Bourdos
- 1998 : Si je t'aime, prends garde à toi de Jeanne Labrune
- 1999 : Est-Ouest de Régis Wargnier
- 1999 : L'Ami du jardin de Jean-Louis Bouchaud
- 1999 : Scènes de crimes de Frédéric Schoendoerffer
- 1999 : Six-Pack d'Alain Berbérian
- 2000 : Meilleur Espoir féminin de Gérard Jugnot
- 2000 : Ça ira mieux demain de Jeanne Labrune
- 2001 : Monsieur Batignole de Gérard Jugnot
- 2001 : L'Adversaire de Nicole Garcia
- 2001 : Sueurs de Louis-Pascal Couvelaire
- 2002 : La Mémoire dans la peau de Doug Liman
- 2002 : Une employée modèle de Jacques Otmezguine
- 2003 : Toutes les filles sont folles de Pascale Pouzadoux
- 2003 : En territoire indien de Lionel Epp
- 2003 : L'Outremangeur de Thierry Binisti
- 2003 : Les Amateurs de Martin Valente
- 2003 : Éros thérapie de Danièle Dubroux
- 2004 : Pour le plaisir de Dominique Deruddere
- 2004 : San-Antonio de Frédéric Auburtin
- 2005 : Man to Man de Régis Wargnier
- 2005 : Boudu de Gérard Jugnot
- 2005 : Palais Royal ! de Valérie Lemercier
- 2005 : Il ne faut jurer de rien ! d'Éric Civanyan
- 2005 : La Maison de Nina de Richard Dembo
- 2005 : J'ai vu tuer Ben Barka de Serge Le Péron
- 2006 : L'Ivresse du pouvoir de Claude Chabrol
- 2006 : Hell de Bruno Chiche
- 2007 : Gomez vs Tavarès de Gilles Paquet-Brenner et Cyril Sebas
- 2007 : La Fille coupée en deux de Claude Chabrol
- 2008 : Paris de Cédric Klapisch
- 2008 : Cash de Éric Besnard
- 2008 : Le Concert de Radu Mihaileanu
- 2008 : Sur ta joue ennemie de Jean-Xavier de Lestrade
- 2009 : Rose et Noir de Gérard Jugnot
- 2010 : L'Enfance du mal d'Olivier Coussemacq
- 2010 : 600 kilos d'or pur d'Éric Besnard
- 2011 : La Croisière de Pascale Pouzadoux
- 2011 : Un jour mon père viendra de Martin Valente
- 2012 : Parlez-moi de vous de Pierre Pinaud
- 2015 : Toute première fois de Maxime Govare et Noémie Saglio
- 2015 : La Résistance de l'air de Fred Grivois
- 2017 : C'est beau la vie quand on y pense de Gérard Jugnot
- 2017 : Ami-ami de Victor Saint-Macary
- 2021 : Comment je suis devenu super-héros de Douglas Attal

### Télévision
- 1984 : Cinéma 16 - téléfilm : La Groupie de Jean Streff
- 1989 : Série noire - épisode 34 : Main pleine de Laurent Heynemann - Georges 
  - Imogène - épisode : Ne vous fâchez pas, Imogène de François Leterrier
- 1990 : La Nuit africaine, téléfilm  de Gérard Guillaume - Le Père Goarnisson, André
- 1991 : Les Aventures du jeune Indiana Jones  : lieutenant Arnaud - épisode : German East Africa, December 1916  - LL Arnoud
- 1993 : La Dame de Lieudit, téléfilm  de Philippe Monnier
- 1993 : Nestor Burma (série télévisée), saison 3, épisode 3 : Les eaux troubles de javel : Julien Floquey
- 1994 : 
  - Arrêt d'urgence, téléfilm  de Denys Granier-Deferre - Gradé
  - Cognacq-Jay, téléfilm de Laurent Heynemann - Desmaret
- 1995 :
  - Regards d'enfance : Aime-toi toujours, téléfilm  de Michaël Perrotta -
  - Une femme dans la tourmente, téléfilm de Serge Moati - Patrice
  - L'histoire du samedi : épisode Pasteur, cinq années de rage, téléfilm  de Luc Béraud - Docteur Grancher
  - L'histoire du samedi : épisode Une page d'amour, téléfilm  de Serge Moati - Abbé Jouve
- 1996 :
  - Tous les hommes sont des menteurs, téléfilm  de Alain Wermus - Olivier Farrail
  - J'ai rendez-vous avec vous, téléfilm  de Laurent Heynemann - Le docteur Leduc
  - Maigret - épisode : Maigret tend un piège de Juraj Herz - Le Juge Lambert
- 1997 :
  - La Voisine, téléfilm  de Luc Béraud - Christian Decourt
  - Les Cordier, juge et flic - épisode : L'adieu au drapeau de Bruno Herbulot - Chauvat
  - Julie Lescaut, épisode 3 saison 6, Abus de pouvoir d'Alain Wermus : Raoul Binet
  - Les Parents modèles, téléfilm de Jacques Fansten - Pierre
- 1998 :
  - Deux flics - épisode : Les revenants de Laurent Heynemann - Le commissaire Ballestre
  - Deux mamans pour Noël, téléfilm  de Paul Gueu - Mick
  - La Clef des champs de Charles Nemes - Florian Delecourt
  - Une femme d'honneur - épisode#2.2 : Balles perdues de Bernard Uzan - Lefur
- 1999 :
  - Madame le Proviseur : 2 épisodes de Sébastien Grall : Jardin privé et Ce que Mathilde veut - Lequier
  - Crimes en série - épisode : Nature morte de Patrick Dewolf - Marconi
  - Du jour au lendemain, téléfilm de Bruno Herbulot - Le juge Verneuil
- 2000 :
  - Le Baptême du boiteux, téléfilm  de Paule Zajderman - Fargeon
  - Vérité oblige - épisode : La loi du silence de Claude-Michel Rome - Philippe Valmon
  - Les Enfants du printemps de Marco Pico - Le maire d'Evry
- 2001 : Chère Marianne - épisode : La sous-préfète aux champs de Bernard Uzan - Le ministre 
  - Avocats et Associés -  épisode : (Presque) tout sur Robert de Alexandre Pidoux - Paul Corbuse
- 2002 : 
  - Les Enfants du miracle, téléfilm de Sébastien Grall
  - L'Été rouge de Gérard Marx - Bernard Gévaudan
  - L'Héritière, téléfilm de Bernard Rapp - Lebrun
  - Jean Moulin, une affaire française, téléfilm de Pierre Aknine - Henri Manhès
  - Le Voyage organisé, téléfilm de Alain Nahum - Edouard Legoff
  - Brigade des mineurs - épisode : Tacle gagnant de Miguel Courtois
  - Commissaire Moulin - épisode#6.6 : La fliquette de Yves Rénier - Guy Abgral
- 2003 :
  - Maigret - épisode : L'ami d'enfance de Maigret de Laurent Heynemann - François Belin
  - Les Thibault de Jean-Daniel Verhaeghe (mini-série)
- 2003 - 2007 : Franck Keller : 5 épisodes  - Saintonge
  - 2003 : Une garde à vue de Claude-Michel Rome
  - 2004 : Secrets d'ados de Stéphane Kappes
  - 2004 : Une femme blessée de Stéphane Kappes
  - 2005 : Vincent, l'innocence même de Dominique Tabuteau
  - 2007 : Passé par les armes de Dominique Tabuteau
- 2004 : 
  - Vous êtes de la région ? de Lionel Epp - Le préfet Berthier
  - Navarro - épisode#16.2 : La revenante de Patrick Jamain - Egalion
- 2005 :
  - D’Artagnan et les Trois Mousquetaires, téléfilm de Pierre Aknine - Héroard
  - Président Ferrare - 1 épisode
- 2006 :
  - Le Grand Charles, téléfilm de Bernard Stora - Michel Debré
  - Nuages, téléfilm de Alain Robillard - Paul-Julien Carbonnaz
- 2007 :
  - René Bousquet ou le Grand Arrangement, téléfilm de Laurent Heynemann - Maitre Jaffré
  - Avocats et Associés - épisode : Le débauché de Bruno Garcia - Yves Letiec
  - Ali Baba et les 40 voleurs, téléfilm de Pierre Aknine - Al Miradjan
  - La Dame d'Izieu, téléfilm de Alain Wermus - Juge Riss
- 2008 :
  - Le Septième Juré, téléfilm de Édouard Niermans - Docteur Hesse
  - Ce cochon de Morin, téléfilm de Laurent Heynemann - Monsieur Le Hibou
  - Off Prime - épisode #1.11 : le père de Virginie
  - Bébé à bord, téléfilm de Nicolas Herdt
- 2009 :        
  - Clara, une passion française, téléfilm de Sébastien Grall - Joseph
  - Un homme d'honneur, téléfilm de Laurent Heynemann - Chef de cabinet Étienne
  - La vie est à nous : 2 épisodes - le père de Nicolas
- ép.#1.3 : Le secret de Nicolas de Laura Muscardin
- ép.#1.7 : L'heure de gloire de Patrick Grandperret
- 2010 : 
  - Le Pot de colle, téléfilm de Julien Seri - Le patron du bar
  - Je vous ai compris : De Gaulle, 1958-1962 de Serge Moati - Michel Debré
- 2011 :     
  - Main basse sur une île, téléfilm de Antoine Santana - Le Mammouth
  - Les Livres qui tuent, téléfilm de Denys Granier-Deferre - Maître Roselaar
- 2012 :
  - Alice Nevers, le juge est une femme - épisode#10.5 : Famille en péril de Alexandre Laurent - Alexandre Leman
  - La Danse de l'Albatros, téléfilm de Nathan Miller - Gilles
  - Inquisitio de Nicolas Cuche - 8 épisodes - David
  - Pour toi j'ai tué, téléfilm de Laurent Heynemann - adjudant-chef Guichard
- 2013 :               
  - Drumont, histoire d'un antisémite français, téléfilm de Emmanuel Bourdieu - Baron Jacques de Reinach
  - Crime d'état, téléfilm de Pierre Aknine - Colonel Pépin
  - Surveillance, téléfilm de Sébastien Grall - Jacques
- 2014 :      
  - Une famille formidable : épisode#11.2 : Un manoir à Madère - Nestor
  - Profilage : épisode#5.5 : Tempêtes - 1ère partie : Professeur Lucien Steinberg
  - Mes grands-mères et moi, téléfilm de Thierry Binisti - Jacques
- 2015 :
  - Peplum : épisode#1.1 de Philippe Lefebvre (mini-série) -  Le sénateur Marcus
  - Stavisky, l'escroc du siècle, téléfilm de Claude-Michel Rome - André Simon
  - Contre-enquête de Henri Helman
  - Mes Chers Disparus : 6 épisodes de Stéphane Kappes - Jérôme
- ép. 1 : Changer de vie ?
- ép. 2 : Être ou ne pas être… père !
- ép. 3 : Vaincre sans combattre ?
- ép. 4 : Vivre sa vie… à quel prix ?
- ép. 5 : Aimer sans mentir ?
- ép. 6 : Partir, revenir ?
- 2008 - 2017 : Hero Corp (série) de Simon Astier : Matthew Hoodwink
- 2016 : Le Mari de mon mari, téléfilm de Charles Nemes - Charles
- 2017 : La Mante d'Alexandre Laurent - Psychiatre Muller
- 2018 : La Stagiaire épisode #3.8 : Matthias Langevin

## Distinctions
- 2012 : Meilleure interprétation masculine au Festival du film de télévision de Luchon pour La Danse de l'Albatros